# Diocesi di Nouakchott
La diocesi di Nouakchott (in latino: Dioecesis Nuakchottensis) è una sede della Chiesa cattolica in Mauritania immediatamente soggetta alla Santa Sede. Nel 2021 contava 4.100 battezzati su 4.103.650 abitanti. È retta dal vescovo Victor Ndione.

## Territorio
La diocesi comprende l'intero territorio della Mauritania.
Sede vescovile è la città di Nouakchott, dove si trova la cattedrale di San Giuseppe.
Il territorio è suddiviso in 5 parrocchie.

## Storia
La diocesi è stata eretta il 18 dicembre 1965 con la bolla Peramplum territorium di papa Paolo VI, ricavandone il territorio dalla prefettura apostolica di Saint-Louis du Sénégal (oggi diocesi). La maggior parte dei cattolici del Paese, la cui religione ufficiale è quella musulmana, sono stranieri e immigrati.

## Cronotassi dei vescovi
Si omettono i periodi di sede vacante non superiori ai 2 anni o non storicamente accertati.
- Michel-Jules-Joseph-Marie Bernard, C.S.Sp. † (15 gennaio 1966 - 21 dicembre 1973 dimesso)
- Robert Marie Jean Victor de Boissonneaux de Chevigny, C.S.Sp. † (21 dicembre 1973 - 10 luglio 1995 ritirato)
- Martin Albert Happe, M.Afr. (10 luglio 1995 - 10 febbraio 2024 ritirato)
- Victor Ndione, dal 10 febbraio 2024

## Statistiche
La diocesi nel 2021 su una popolazione di 4.103.650 persone contava 4.100 battezzati, corrispondenti allo 0,1% del totale.
| anno | popolazione | popolazione | popolazione | presbiteri | presbiteri | presbiteri | presbiteri                | diaconi | religiosi | religiosi | parrocchie |
| anno | battezzati  | totale      | %           | numero     | secolari   | regolari   | battezzati per presbitero | diaconi | uomini    | donne     | parrocchie |
| ---- | ----------- | ----------- | ----------- | ---------- | ---------- | ---------- | ------------------------- | ------- | --------- | --------- | ---------- |
| 1970 | 5.483       | 1.500.000   | 0,4         | 9          | 1          | 8          | 609                       |         | 8         | 12        |            |
| 1980 | 4.750       | 1.590.000   | 0,3         | 10         | 2          | 8          | 475                       |         | 9         | 25        | 6          |
| 1990 | 4.000       | 1.800.000   | 0,2         | 9          | 3          | 6          | 444                       |         | 7         | 34        | 7          |
| 1999 | 4.500       | 2.211.473   | 0,2         | 13         | 3          | 10         | 346                       |         | 10        | 35        | 6          |
| 2000 | 4.500       | 2.211.473   | 0,2         | 12         | 2          | 10         | 375                       |         | 10        | 34        | 6          |
| 2001 | 4.500       | 2.493.000   | 0,2         | 10         | 1          | 9          | 450                       |         | 9         | 32        | 6          |
| 2002 | 4.500       | 2.600.000   | 0,2         | 11         | 1          | 10         | 409                       |         | 10        | 32        | 6          |
| 2003 | 4.500       | 2.600.000   | 0,2         | 11         | 1          | 10         | 409                       |         | 10        | 33        | 6          |
| 2004 | 4.500       | 2.600.000   | 0,2         | 13         | 3          | 10         | 346                       |         | 10        | 34        | 6          |
| 2007 | 4.500       | 3.138.000   | 0,1         | 10         | 3          | 7          | 450                       |         | 8         | 36        | 6          |
| 2013 | 5.340       | 3.637.000   | 0,1         | 8          | 2          | 6          | 667                       |         | 7         | 40        | 6          |
| 2016 | 4.000       | 3.684.167   | 0,1         | 11         | 5          | 6          | 363                       |         | 8         | 29        | 6          |
| 2019 | 4.140       | 3.905.000   | 0,1         | 10         | 5          | 5          | 414                       |         | 8         | 27        | 5          |
| 2021 | 4.100       | 4.103.650   | 0,1         | 11         | 5          | 6          | 372                       |         | 8         | 34        | 5          |